# St. Johannes (Oleśnica)

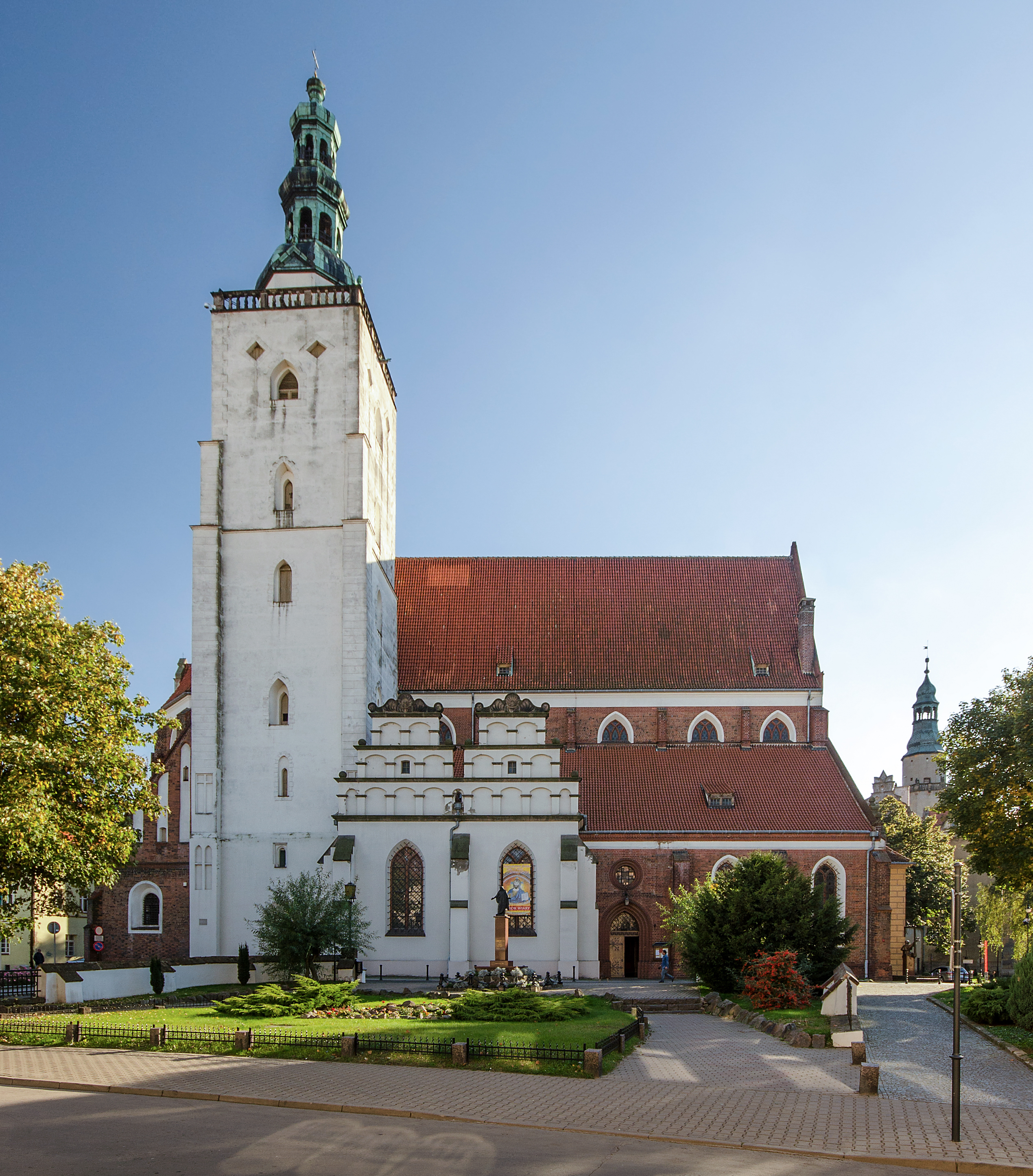
Schlosskirche St. Johannes

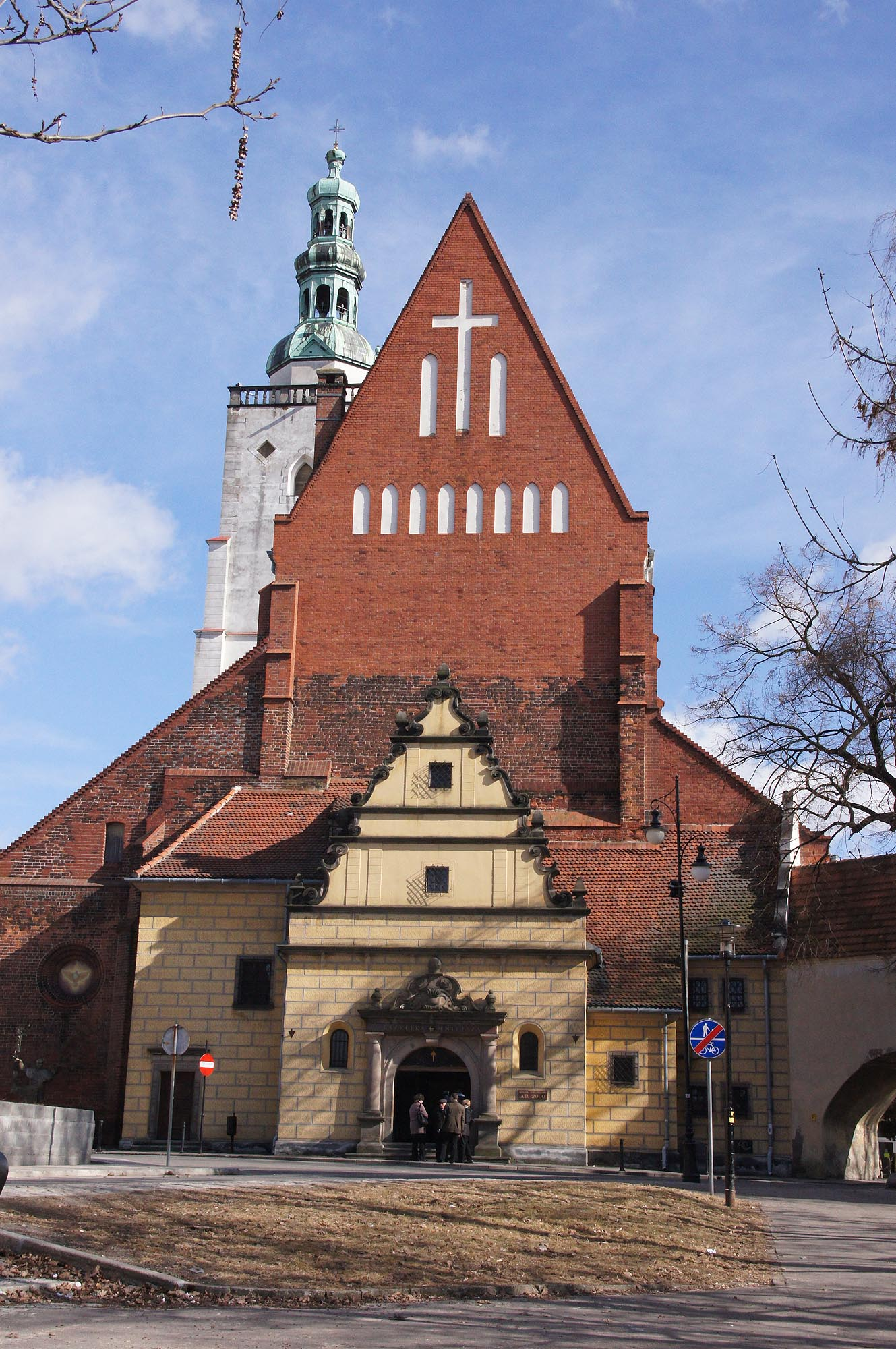
Eingangsseite

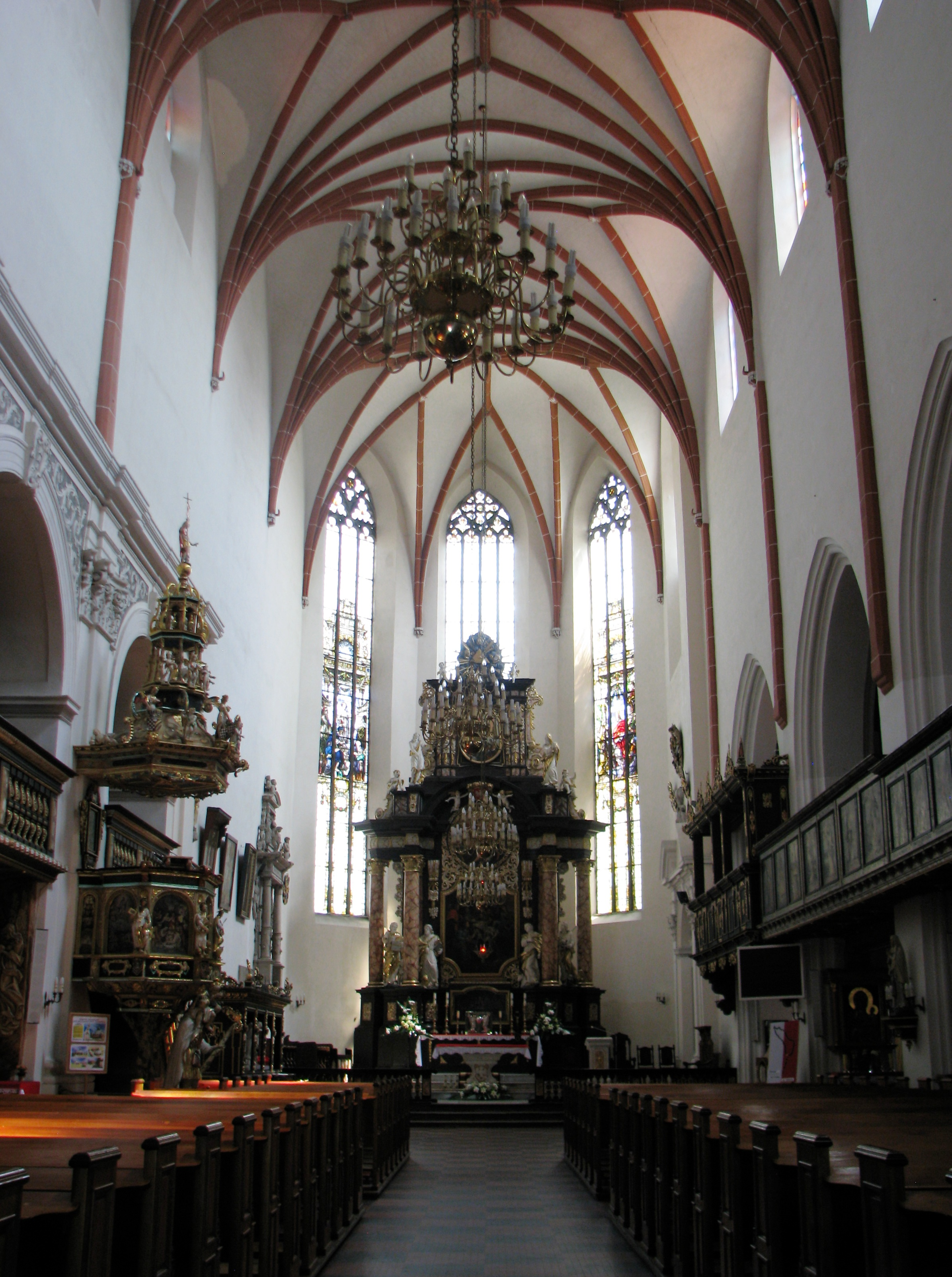
Innenraum

Die ehemalige Schlosskirche St. Johannes ist seit 1945 eine dem hl. Johannes dem Evangelisten (polnisch Bazylika św. Jana Apostoła w Oleśnicy) gewidmete Römisch-katholische Pfarrkirche in Oleśnica (deutsch Oels) in der Woiwodschaft Niederschlesien in Polen. Sie gehört zum Erzbistum Breslau und wurde 1998 durch Papst Johannes Paul II. zur Basilica minor erhoben.
Die vormals gotische Hofkirche von Schloss Oels wurde im 13. bis 15. Jahrhundert erbaut und mehrmals umgebaut und stilistisch verändert. Von 1538 bis 1945 war sie als evangelisches Gotteshaus dem Apostel Johannes gewidmet. Seit 1963 ist sie als Baudenkmal geschützt.

## Geschichte
Da es in Schlesien im Mittelalter mehrere Orte mit der Bezeichnung „Olesniz“ gab, ist die genaue Erbauungszeit der Kirche nicht bekannt. Eine Holzkapelle wurde erstmals 1230 erwähnt. Die gotische Backsteinkirche wurde in der zweiten Hälfte des 13. Jahrhunderts erbaut. Sie wurde in der zweiten Hälfte des 14. Jahrhunderts zu einer dreischiffigen Basilika erweitert. Mit der Gründung des Herzogtums Oels 1312, deren Herzöge auf der Burg – dem späteren Schloss – residierten, wurde ein weiterer Ausbau der Kirche eingeleitet. 1433 hing die erste der Glocken im Kirchturm. Weitere Umbauten erfolgten unter Herzog Konrad IX. in der zweiten Hälfte des 15. Jahrhunderts. Bis 1469 war die Kirche zu einer dreischiffigen spätgotischen Basilika mit Sterngewölbe und Kreuzgewölbe in den Seitenschiffen ausgebaut. Anfang des 16. Jahrhunderts wurden die westliche Vorhalle, Kapellen und eine zweite Sakristei angebaut. Zu dieser Zeit war das Dach des Hauptschiffs bereits 37,5 m hoch und die Länge betrug 45,5 m. Ab 1513 wurde eine Gruft in der Kirche genutzt. Besondere Förderung wurde der Schlosskirche im 15. und 16. Jahrhundert zuteil, als sie von den Patronatsherren eine reiche Renaissance- und manieristische Ausstattung erhielt.
1538 führte Herzog Johann im Herzogtum Oels die Reformation ein. Zugleich wies er die Schlosskirche den Protestanten zu und bestimmte den Apostel Johannes zum Schutzpatron der Kirche. In den Jahren 1596–1607 wurden an den Seitenwänden hölzerne Emporen errichtet sowie eine Patronatsloge. Ab 1616 verband ein überdachter Gang die Kirche mit dem Schloss. Der Turm wurde 1621 verputzt und mit einem Helm bekrönt. Der gotische Altar von 1510 wurde 1708 durch den heutigen, spätbarocken Altar ersetzt, nur eine gotische Johannesfigur blieb in der Kirche erhalten. Die Orgel aus dem Jahre 1686 wurde 1719 von Michael Engler umgebaut.
Bei den 1905 begonnenen Renovierungen kam es zu einem Einsturz eines Großteils der Kirchengewölbe; der Chor sowie die Südwand und das Südschiff blieben nahezu unversehrt, und auch die Innenausstattung blieb bis auf die nördliche Empore erhalten. Bis 1908 erfolgte ein Wiederaufbau der Kirche im Stil der Neugotik durch den Architekten Kähler.
Nach der Vertreibung der deutschen Bevölkerung 1945–46 wurde die Kirche von der polnischen Katholischen Kirche übernommen. Es erfolgten verschiedene Renovierungen.

## Ausstattung
Der spätbarocke Altar ist mit marmorierten Platten und Akanthusblättern gestaltet. Er besteht aus Kiefernholz, Skulpturen und Ornamente sind aus Lindenholz gefertigt. Das Retabel zeigt das Letzte Abendmahl, die Grablegung und Auferstehung Jesu Christi und Christi Himmelfahrt. Es ragt 14,25 Meter hoch und ist fast sieben Meter breit. Die Kanzel, die von der Gestalt des hl. Christophorus getragen wird, schuf 1605 der Bildhauer Gerhard Hendrik. In der Kirche befinden sich zahlreiche Grabmäler und Epitaphien. Die südliche Empore ist mit biblischen Malereien verziert, die 1597 bis 1603 geschaffen wurden und schließt mit der Fürstenloge. Die Glasfenster schuf Otto Linnemann aus Frankfurt.

## Fürstengruft
1698–1700 ließ Herzog Christian Ulrich von Württemberg-Oels an der Südostecke des Chors eine achteckige Fürstengruftkapelle anbauen. Sie wurde zum Gedenken an die verstorbenen Familienmitglieder der Herzöge des Hauses Württemberg nach dem Muster des Mausoleums der Schlesischen Piasten in Liegnitz errichtet. Nach der Fertigstellung wurde die reichgeschmückte Tumba des Herzogs Johann von Münsterberg-Oels († 1565) und seiner Frau Christina Katharina von Schidlowitz (Krystina Katarzyna Szydłowiecka; 1519–1556) aus dem Chor in die Fürstengruft verbracht. Die Tumba wurde von dem aus Würzburg stammenden Hofbildhauer Johann Oslew geschaffen. Unter der Grabkapelle befindet sich eine Krypta mit Grabstätten weiterer Oelser Herzöge und derer Angehöriger.